# Camptonville
Camptonville est une census-designated place du comté de Yuba, dans l'État de Californie, aux États-Unis,. En 2020, elle compte une population de 158 habitants.